# Ivan Kasijan
Sveti Ivan Kasijan (lat: Johannes Cassianus; oko 360. – 435.) je bio kršćanski teolog kojeg slave i istočna i zapadna crkva zbog njegovih mističkih spisa.

## Život
Ivan Kasijan je rođen oko 360. godine, od uglednih i bogatih roditelja. Pretpostaljvlja se da je mjesto njegovog rođenja Mala Skitija u Dobrudži (današnja Rumunjska), ili galsko područje Dobrotoljublje, Ivan Kasijan, u okolini Marseillea (današnji jug Francuske). Iako se ne zna da li je rođen na Istoku ili na Zapadu, zna se da je Kasijan bio Latin koji je odlično poznavao grčki.
U mladosti je stekao odlično znanstveno obrazovanje. Izučivši svjetovne nauke, Ivan se predaje na izučavanje Svetog Pisma. Kako je od djetinjstva rastao i bio odgajan u kršćanskom duhu, Kasijan je odmalena zavolio bogougodan život. Završivši školu, sa svojim bliskim prijateljem Germanom krenuo je na hodočašće u Palestinu, gdje je stupio u betlehemski manastir i primio monaštvo oko 383. godine. Za vrijeme svog asketizma u Betlehemu, Ivan Kasijan i njegov prijatelj German, upoznaše mnoge pustinjake od kojih čuše razne priče o slavnom asketskom životu egipatskih pustinjaka. Te priče razbuktiše želju u njima za još većim asketskim životom, te se uputiše ka pustinji egipatskoj. U Egipat stigoše oko 390. godine. Posjećujući znamenite askete, kako one po pustinjama, tako i po općežiteljnim manastirima, sv. Kasijan i German stigoše do egipatskog Skita, gdje upoznaše velike oce Makarija i Pafnutija i mnoge druge bogoljubive starce. Također su obišli i Nitrijsku i Tivaidsku pustinju. Sa svim ovim prepodobnim i iskusnim asketima oni razgovarahu o bogougodnom načinu života, i od njih prepodobni Kasijan kupi „cvijet asketske duhovnosti koji će kasnije staviti na papir“. Oni su cijelih sedam godina proveli tamo, živeći u skitovima, u kelijama, u manastirima, među otšelnicima, u usamljenosti. 

### Susret s Ivanom Zlatoustim
Iz Egipta Kasijan i German odlaze oko 399. godine, poslije izbijanja čuvenog spora egipatskih monaha oko Origenovog učenja, koje su neki od monaha podržavali. Episkop Teofil Aleksandrijski poče tada progoniti one monahe koji su origenisti. Pri tom on povjerova nekim klevetama, te iz Egipta protjera i mnoge nevine monahe koji napustiše egipatsku pustinju i pređoše u Palestinu ili Konstantinopol. S njima iz Egipta odoše i Kasijan i German Ivanu Zlatoustom, u Konstantinopol gdje ovaj episkopovaše. Ispitavši cijelu stvar Zlatousti vidje da su monasi Kasijan i German nevini. Tada ih on rukopoloži, Kasijana u čin đakona, a Germana, koji bješe stariji, u čin prezbitera. Zlatousti, propovjednik evanđelja Kristovog, postade duhovni učitelj Kasijanu koji do kraja života neće prestati hvaliti mudrost i svetost jednog od najvećih otaca Crkve, govoreći da sve što zna - zna od Ivana Zlatousta.
Kada Zlatoustog, uz pomoć carice Eudoksije, Teofil osudi 403. godine, car Arkadije ga protjera i naredi da se sve njegove pristalice izgone iz Konastantinopola. Sv. Kasijan je morao napustiti grad. Krenuvši za Rim 404. godine, od konstantinopolskog klera i naroda dobi pismo za papu Inocenta, u kome se kler i narod žaljahu papi na nepravedno progonjenje njihovog arhiepiskopa Ivana. Poslije ovog napuštanja Konstantinopola, sv. Kasijan se više nikad neće vratiti na Istok.
Došavši u Rim 405. godine, Kasijan ostaje kod pape Inocenta koji ga rukopolaže u svećenički čin. Za vrijeme boravka u Vječnom gradu on se sprijateljio s čuvenim đakonom Lavom, potonjim episkopom rimskim. German se upokoji u Rimu, a Kasijan ode u svoju Galiju i nastani se u Marseillesu, oko 416. godine.

### Općežiteljni manastir
Na zapadu je Kasijan nastavio živjeti asketski, po uzoru na egipatske pustinjake. Glas o njegovoj svetosti i mudrosti se brzo raširio pa su se oko njega, jedan za drugim, sabirali učenici i ubrzo se od njih obrazova čitav manastir. U neposrednoj blizini je osnovan još jedan ženski općežiteljni manastir. Ovi manastiri su osnovani i uređeni po uzoru na istočnjačka opšopćea. 

## Spisi
Njegovi spisi su biseri asketske književnosti, uvršteni sve značajnije monaške zbornike (Starečnik, Dobrotoljublje, Volinoslov...).
Njegova najznačajnija djela su: 
- O općežiteljnim ustanovama (manastirima) i o osam glavnih mana i lijekova za njih, u 12 knjiga, i *Nagovori Otaca, u 24 knjige.
- O utjelovljenju Gospodnjem, dogmatski spis napisan protiv heretika Nestorija, u 7 knjiga; djelo je napisano na molbu đakona Lava, potonjeg rimskog pape.

U prvom djelu prve knjige govori o običajima palestinskih i koptskih monaha, o slavljenu božanskog časoslova, o metodi primanja novih monaha i o krepostima koje su im potrebne. U drugom djelu govori o osam glavnih mana: proždrljivost, pohota, škrtost, duhovna tromost ili acedia, lijenost, taština, oholost i uninija (očajanje).

## Smrt
Kasijan je preminuo 435. godine. Njegove moći počivaju u manastiru Sv. Viktora kod Marseillesa, koji je on osnovao. Pravoslavna crkva njegov spomen slavi 29. veljače.